# Jeremy Irons
Jeremy John Irons (Cowes, Otok Wight, Engleska, 19. rujna 1948.) engleski je glumac. Nakon završetka klasičnog glumačkog obrazovanja u Kazališnoj školi Bristol Old Vic, Irons je 1969. započeo kazališnu karijeru. Od tada se pojavio u mnogim londonskim kazališnim produkcijama, uključujući predstave Zimska priča, Macbeth, Mnogo vike ni za što, Ukroćena goropadnica i Rikard II. 1984. godine debitirao je na Broadwayju u predstavi Toma Stopparda The Real Thing za što je dobio nagradu Tony za najboljeg glumca.
Irons je prvu veliku filmsku ulogu dobio u romantičnoj drami Žena francuskog poručnika iz 1981. Za tu je ulogu dobio nominaciju za nagradu BAFTA za najboljeg glumca. Nakon uloga u filmovima poput Moonlighting (1982.), Izdaja (1983.), i Misija (1986.), dobio je pohvale kritičara za ulogu blizanaca ginekologa u psihološkom trileru Davida Cronenberga Smrtonosni blizanci (1988.). 1990. godine Irons je glumio Clausa von Bulowa, čovjeka optuženog za ubojstvo, u filmu Obrat sreće za što je dobio više nagrada, uključujući i Oscara za najboljeg glumca. Glumio je i u filmovima Kuća duhova (1993.), Kralj lavova (1994.), Umri muški 3 (1995.), Lolita (1997.), Mletački trgovac (2004.), Biti Julia (2004.), Mathilde (2004.), Appaloosa (2008.) i Crni ponedjeljak (2011.).
Irons se pojavio i u nekoliko zapaženih televizijskih uloga. Prvu je nominaciju za nagradu Zlatni globus dobio ulogom u TV seriji Brideshead Revisited (1981.). 2006. godine Irons je glumio s Helen Mirren u povijesnoj mini seriji Elizabeth I. Za tu je ulogu nagrađen Zlatnim globusom i Emmyjem za najboljeg sporednog glumca.
17. listopada 2011. nominiran je za Veleposlanika dobre volje Organizacije za prehranu i poljoprivredu pri Ujedinjenim Narodima (FAO).

## Vanjske poveznice
- Jeremy Irons u internetskoj bazi filmova IMDb-u (engl.)

|  | Zajednički poslužitelj ima još gradiva o temi Jeremy Irons |